# Berzé-le-Châtel
Berzé-le-Châtel är en kommun i departementet Saône-et-Loire i regionen Bourgogne-Franche-Comté i östra Frankrike. Kommunen ligger i kantonen Cluny som tillhör arrondissementet Mâcon. År 2022 hade Berzé-le-Châtel 56 invånare.

## Befolkningsutveckling
Antalet invånare i kommunen Berzé-le-Châtel
| Referens: INSEE |